# Tom Bloeming
Tom Bloeming (Delden, 4 september 1976) is een voormalig Nederlands profvoetballer die één seizoen onder contract stond bij Vitesse en daarin tot vijf competitiewedstrijden en één bekerwedstrijd kwam. In de winterstop van het seizoen 1996/1997 kreeg Bloeming een dikke knie en bleek na de diagnose te zwakke knieën te hebben voor topsport, hierdoor moest hij zijn carrière noodgedwongen beëindigen. Sinds 1997 speelt Bloeming nog wel amateurvoetbal, eerst voor HSC '21 en later voor het Deldense Rood Zwart.

## Carrière
| seizoen | club    | competitie | wed. | goals |
| ------- | ------- | ---------- | ---- | ----- |
| 1996/97 | Vitesse | Eredivisie | 5    | 0     |